# Четврта српска бригада НОВЈ
Четврта српска бригада формирана је 20. новембра 1943. у селу Буци код Крушевца. Од оснивања до 7. маја 1944. носила је назив Друга јужноморавска бригада, када је преименована у Четврту српску бригаду. У њен састав ушли су Ударни батаљон Расинског одреда, Јабланичко-пусторечки батаљон Првог јужноморавског и Трећи ударни (црнотравски) омладински батаљон Другог јужноморавског одреда. Приликом оснивања имала је три батаљона са укупно 280 бораца. За команданта бригаде постављен је Драгослав Петровић Горски, а на место заменика политичког комесара Драгољуб Петровић Раде. Три места у штабу попунили су руководиоци пребачени из Прве јужноморавске бригаде: Владимир Букилић. звани Поп Мића. на дужност политичког комесара, Стојан Љубић на место заменика команданта и Радован Петровић за начелника штаба.
8. децембра 1943. командант Горски постављен је за команданта Оперативне зоне, а дужност команданта бригаде преузео је заменик Стојан Љубић. Нако што је Стојан Љубић погинуо 15. децембра 1943. у борби против четника у Косанчићу, за команданта је постављен Сава Ераковић Страхиња. Након његове погибије 19. марта 1944, за команданта бригаде постављен је Владимир Букилић, који је погинуо 30. марта 1944. у борби бригаде са снагама Руског заштитног корпуса. Команду над бригадом преузео је Миливоје Перовић.

## Борбени пут бригаде
Бригада је била под непосредном командом Главног штаба НОВ и ПО Србије, а након формирања Оперативног штаба јужноморавске зоне, била је потчињена овом штабу. Приликом формирања Прве српске дивизије (21. српске) 20. маја 1944, бригада је ушла у састав ове дивизије, у чијем саставу је остала до краја рата.
У саставу Оперативне зоне и затим 21. дивизије бригада је учествовала у бројним биткама. У току 1943. истакла се у борби са Бугарима код Велике Плане у Топлици 23. новембра, затим при упаду у Александровац 1. децембра. Током децембра 1943. у рејону села Барја, и затим у селу Косанчићу заједно са Првом јужноморавском бригадом водила је успешне борбе против четника. Током ноћи 13/14. јануара извршила је успешан упад у Лесковац уз борбу са Бугарима и припадницима СДС. Крајем јануара разбила један бугарски батаљон, делове Српске државне страже и четничког Расинског корпуса рејону Блаца. У марту је учествовала у успешним борбама против четничке Расинско-топличке групе корпуса, У априлу је учествовала у борби против Немаца у Ломници.
Током јула и прве половине августа област између Ибра и Јужне Мораве била је захваћена немачко-бугарско-четничким операцијама (операција Трумпф), током којих је бригада имала велики број бојева у саставу своје дивизије. Крајем августа 21. дивизија одређена је за учешће у Београдској операцији, па се пребацила преко Ибра и Западне Мораве. Током септембра учествовала је у оштрим борбама против Немаца и четника: у нападу на Пожегу 13. септембра и у двонедељним борбама за Горњи Милановац почев од 17. септембра.
Почев од 9. октобра бригада је са својом дивизијом у наступном маршу према Београду. Од 14. до 20. октобра борила се против Немаца на улицама Београда. Након ослобођења Београда, бригада је у оквиру дивизије учествовала у тешким борбама на Сремском фронту. Нарочито тешке губитке претрпела је током немачког противудара 3. јануара 1945. Учествовала је у пробоју Сремског фронта, и, у саставу Прве армије ЈА, у оштрим борбама и ослобађању Ђакова, Јасеновца, Новске и других места.
Приликом припремања грађе за монографију бригаде, Секција бораца бригаде прикупила је биографске податке о 6.442 борца који су се борили у бригади. Од тог броја, 1.665 их је погинуло током осамнаестомесечних борби бригаде.
Бригада је одликована Орденом народног ослобођења и Орденом заслуга за народ са златном звездом.